# Lugo di Vicenza
Lugo di Vicenza – miejscowość i gmina we Włoszech, w regionie Wenecja Euganejska, w prowincji Vicenza.
Według danych na rok 2004 gminę zamieszkiwało 3706 osób, 264,7 os./km².